# Aérodrome de Guiscriff - Scaër
L’aérodrome de Guiscriff - Scaër ou aérodrome Bretagne Atlantique (code OACI : LFES) est un aérodrome civil, ouvert à la circulation aérienne publique (CAP), situé à 1,6 km à l’ouest-nord-ouest de Guiscriff dans le Morbihan (région Bretagne, France).
Il est utilisé pour la pratique d’activités de loisirs et de tourisme (aviation légère et parachutisme).

## Histoire

Ancien logotype de l'aérodrome Bretagne Atlantique

C'est en 1962 que fut créé l'aérodrome de Keranna par les pionniers de l'aéro-club des Ailes Armoricaines qui utilisent un terrain de location pour leurs vols.
En 1965, la Commune de Guiscriff achète une exploitation agricole de 36 ha et aménage une piste (drainage et nivellement du terrain, suppression des lignes électriques qui coupent l'axe d'envol). L'aérodrome, jusqu'alors réservé à l'aéro-club, est reconnu par le ministère des Transports et ouvert à la circulation aérienne publique mais à l'usage restreint des aéroclubs de la région (arrêté du 13/01/1969). 
C'est en 1974 qu'est créé le Syndicat intercommunal pour la création et l'exploitation de l'aérodrome de Guiscriff-Scaër. 
En 1975, l'aérodrome passait en catégorie D qui permettait l'ouverture de la circulation aérienne publique sans restriction, ce qui impliquait un investissement important à savoir le prolongement de la piste jusqu'à 960 m et l'aménagement d'un parking.
La commune de Guiscriff vend en 1980, 14 ha pour l'implantation des établissements Bourgoin, une usine- abattoir de volailles qui sera le plus grand complexe européen de dindes réorienté ensuite vers le poulet frais et qui comptait 500 emplois en 1980 et 740 salariés en 2000 à sa liquidation judiciaire. Cette usine appartenait à Gérard Bourgoin, un industriel et homme politique qui a aussi dirigé durant 25 ans l'AJ Auxerre et été pendant 2 ans le président de la Ligue Nationale de Football. Il était également pilote d'avion et propriétaire d'une compagnie aérienne Chaillotine Air Service et de l'aérodrome de Chailley (piste de 1 750 mètres) à 300 mètres de ses usines de volailles "La Chaillotine" devenu les poulets Duc. La proximité de l'aérodrome qui fut déterminant dans le choix d'implantation de l'usine. 
La piste enrobée est inaugurée en 1981 et, en 1982, l'État confie l'exploitation de l'aérodrome au syndicat intercommunal. 
L'aérodrome est ouvert à la circulation aérienne publique le 6 août 1985 (Journal Officiel). De nouveaux hangars à avions sont construits en 1989, un nouveau club-house en 1994.
L'année 1999 verra le démarrage des travaux d'allongement de la piste à 1 500 mètres et la mise en place du balisage nocturne et de l'aide à l'atterrissage tout temps (fin des travaux 2001). Le coût des travaux était de 20 millions de francs dont un apport de 1,5 million de francs du groupe Bourgoin.
Le journal Les Echos titre un article sur l'aérodrome de Guiscriff en 1998 :"une piste d'aéroport sur mesure pour le groupe Bourgoin".
À la suite des travaux, l'aérodrome est classé en catégorie D3 au lieu de D1 et peut accueillir des appareils de type ATR. Une projection faite sur la fréquentation à l'horizon 2010 retient une hypothèse de 230 à 420 mouvements annuels d'aviation d'affaires dont 70 % générés par les Etablissements BOURGOIN, c'était sans compter sa faillite fin 2000.
En 2002, le syndicat recrute un gestionnaire à plein temps et installe un distributeur de carburant aéronautique 24h/24h. 
L'aérodrome change de nom en 2003 pour devenir l'aérodrome Bretagne - Atlantique.
Entre 2004 et 2007, plusieurs hangars sont construits ainsi qu'une station Météo France.
L'aérodrome est toujours géré par un syndicat intercommunal composé de six communes : Guiscriff (Morbihan), Scaër (Finistère), Gourin (Morbihan), Le Saint (Morbihan), Saint-Thurien (Finistère) et Berné (Morbihan).
En octobre 2015, les utilisateurs de l'aérodrome (pilotes d'avions ou d'ULM, parachutistes et même le président du Sivu en exercice) refont eux-mêmes les peintures de la piste.
En 2017, l'aérodrome comptait 23 avions basés et 27 ULM. En 2023, 14 avions étaient basés et 28 ULM. 
La piste accueille entre 7 000 et 8 000 mouvements chaque année dont des Falcon 50 ou Transall de l'armée, Pilatus PC 12 ou extra EA-500 (aviation d'affaires).
La gestionnaire de l'aérodrome est Laëtitia Rioual depuis février 2008.

## Situation
| \| 20 km1:801 000 \| Dinan Lannion Saint-Brieuc Ouessant Brest Morlaix Quimper Belle-Île Guiscriff - Scaër Ploërmel Pontivy Quiberon Lorient Vannes Redon Rennes Saint-Malo-Dinard BAN Lanvéoc-Poulmic BAN Landivisiau |
| 20 km1:801 000 |

L'aérodrome se situe dans le centre Bretagne à 30 minutes de Quimper (Finistère) et 40 minutes de Lorient (Morbihan).

## Installations
L’aérodrome dispose de deux pistes orientées nord-sud (02/20) :
- une piste bitumée longue de 1 500 mètres et large de 30. Elle est dotée d’un balisage diurne et nocturne (feux basse intensité commandables par les pilotes (PCL)) ;
- une piste en herbe longue de 300 mètres et large de 20, réservée aux ULM.

L’aérodrome n’est pas contrôlé. Les communications s’effectuent sur la fréquence de 129,805 MHz. Il est agréé pour le vol à vue (VFR) de nuit et le vol aux instruments (IFR).
S’y ajoutent :
- des aires de stationnement ;
- des hangars ;
- une station d’avitaillement en carburant (100LL) et en lubrifiant[10].

## Activités
- Paraclub du Finistère
- ULM Bretagne Atlantique
- Les Ailes Armoricaines
- Armor Aéro Vision
- Arnaud ULM

## Galerie photographique

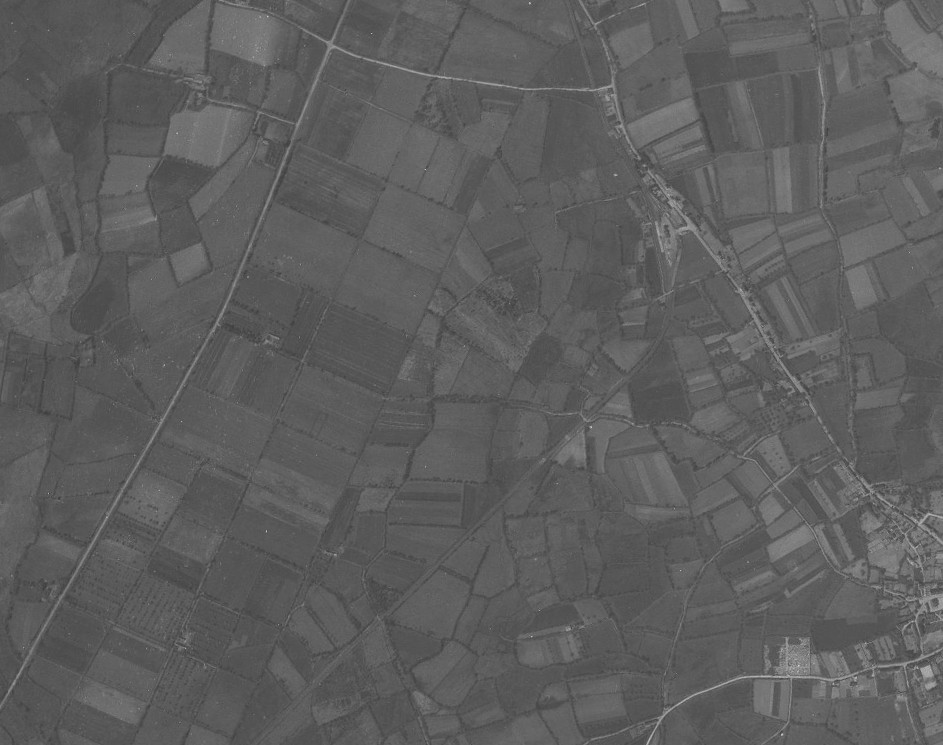
Photographie en 1948 du futur terrain où sera implanté l'aérodrome de Guiscriff.
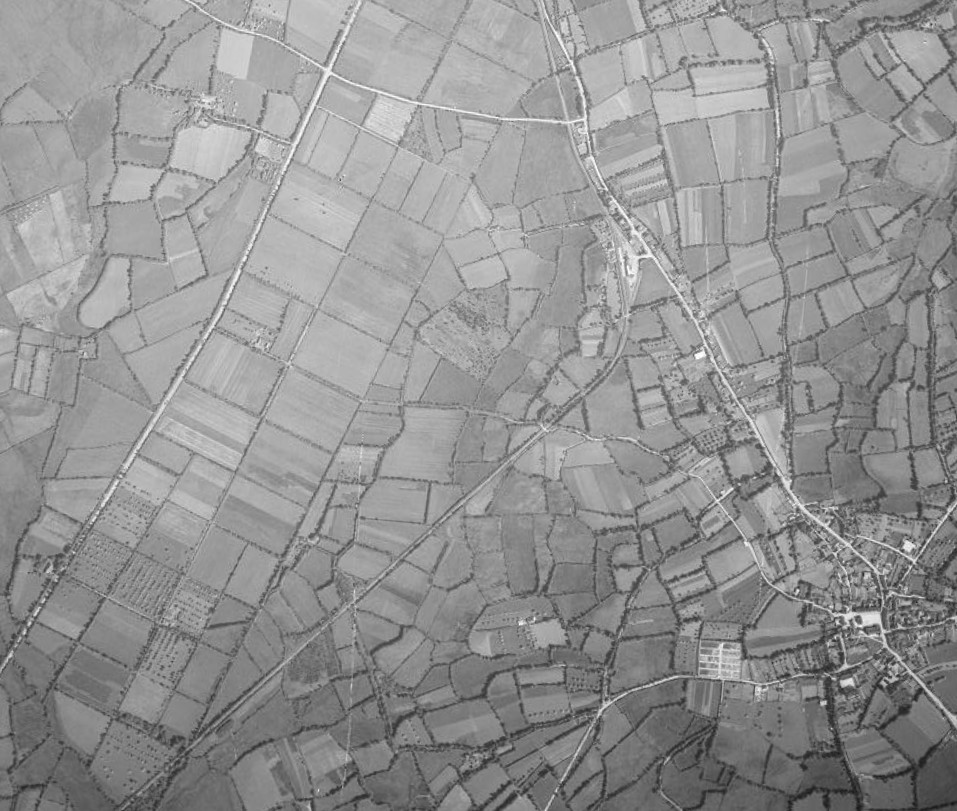
Photographie en 1952 du futur terrain où sera implanté l'aérodrome de Guiscriff.
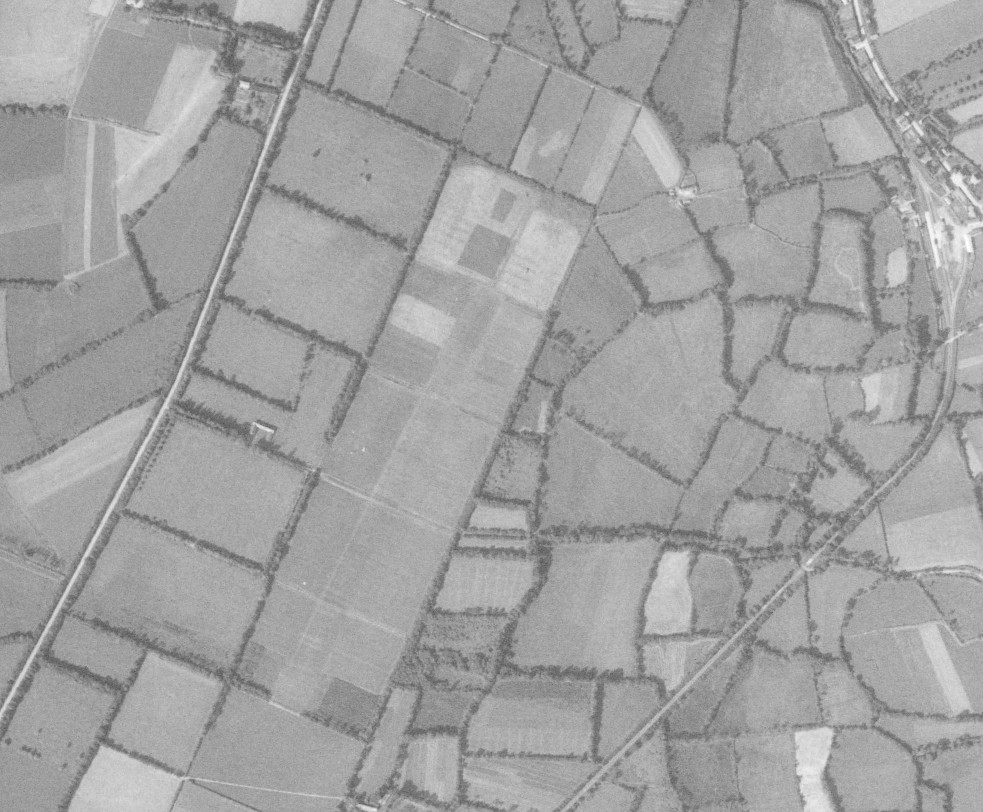
Aérodrome de Guiscriff le 20 septembre 1966 avec sa piste en herbe.
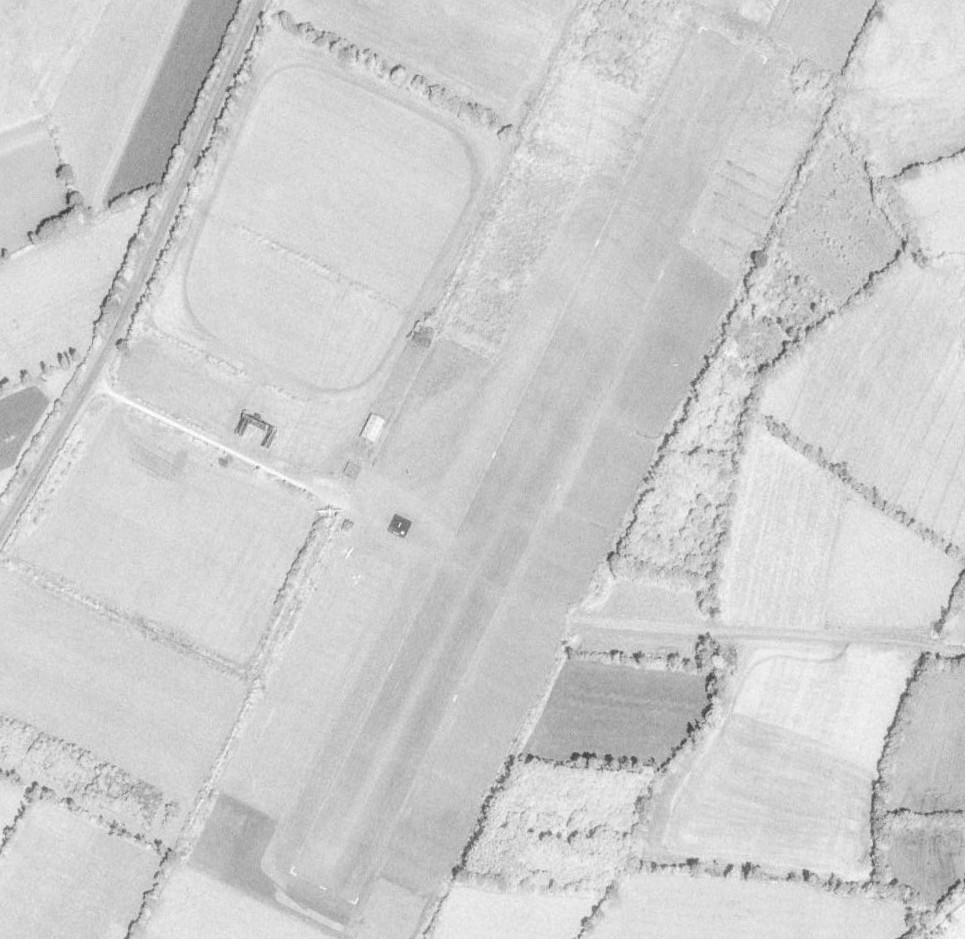
Aérodrome de Guiscriff le 14 août 1978 avec se piste en herbe et hangars côté Keranna.
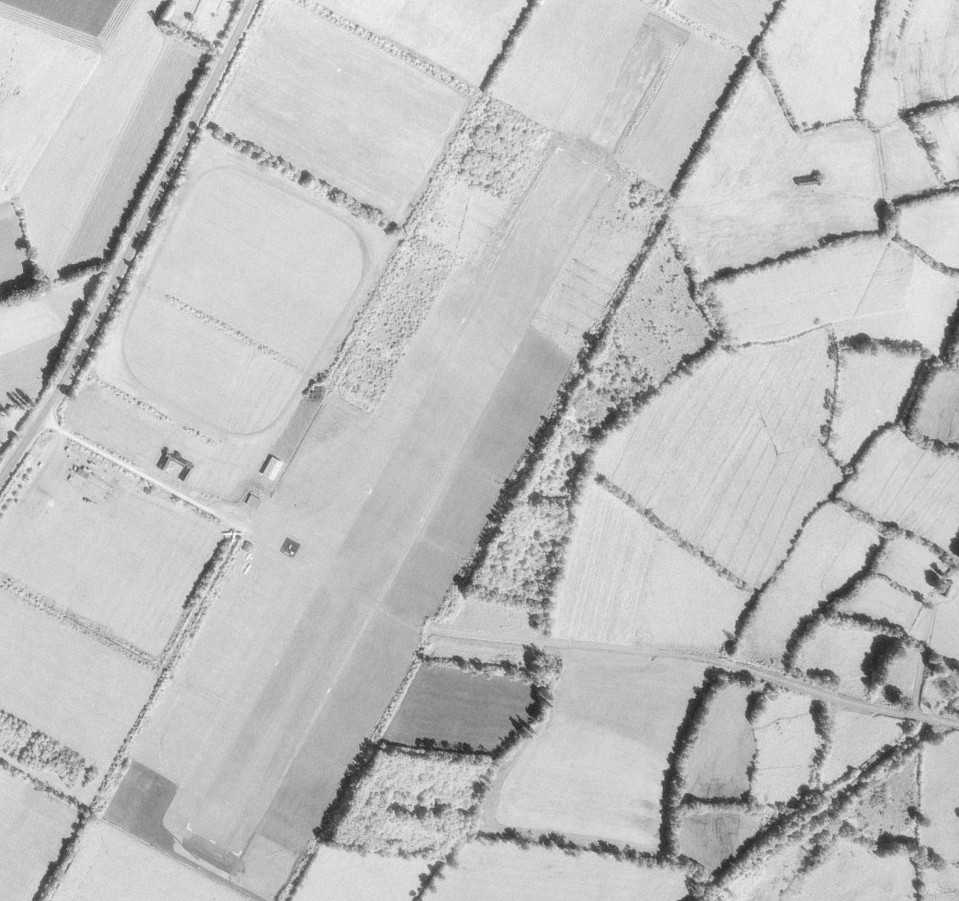
Aérodrome de Guiscriff le 22 août 1978
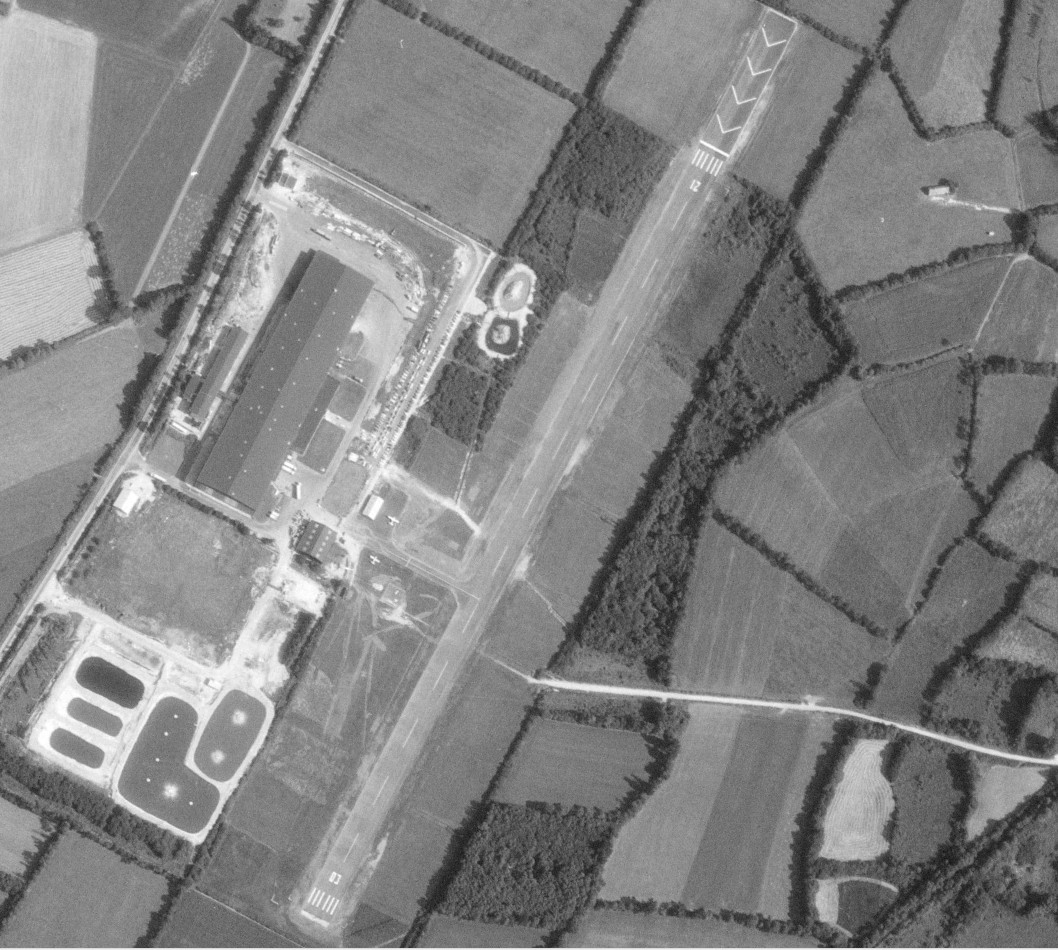
Aérodrome de Guiscriff le 17 août 1981 avec sa piste enrobée 03/21 et l'usine "Chaillotine" du groupe Bourgoin.
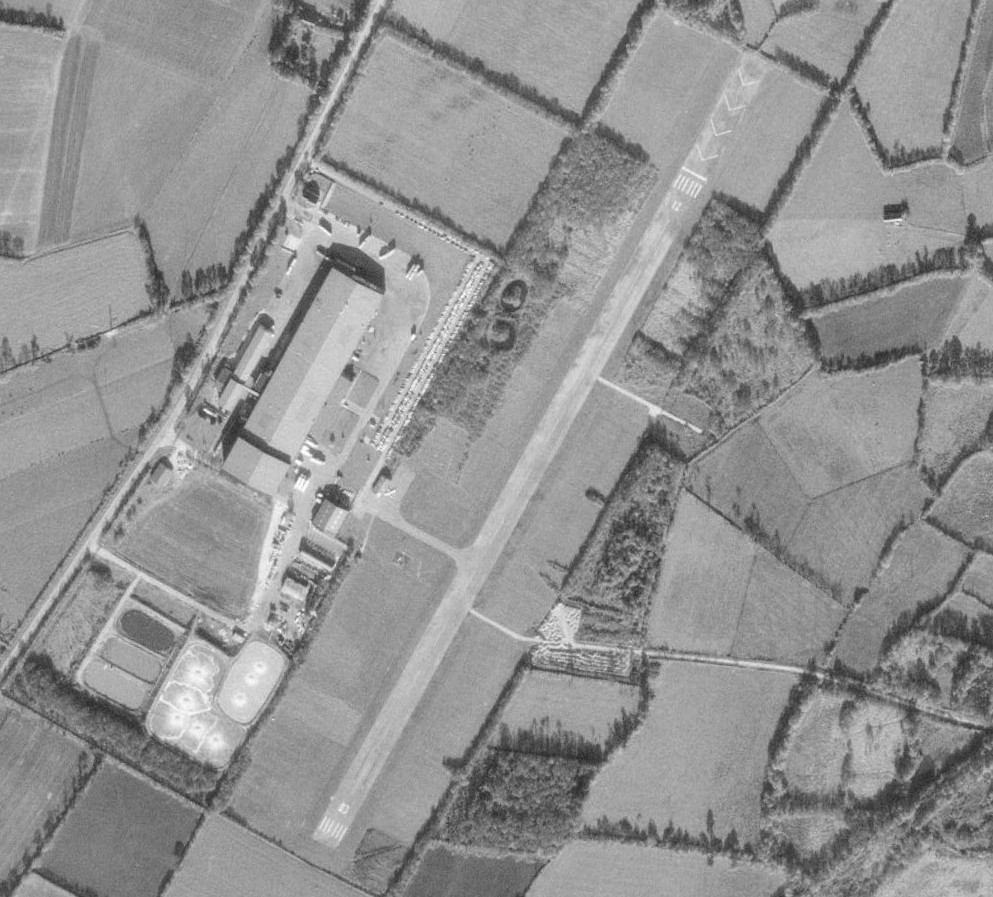
Aérodrome de Guiscriff le 14 novembre 1988
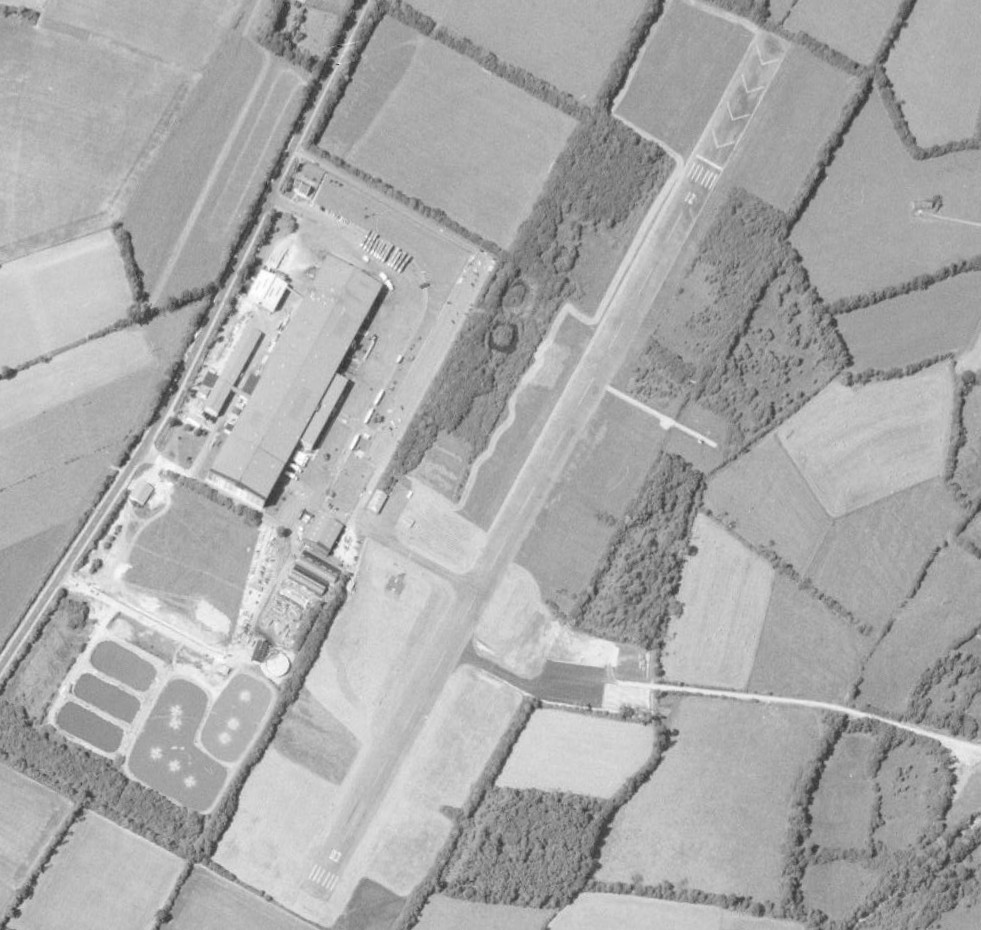
Aérodrome de Guiscriff le 12 juillet 1990 avec sur la droite construction de l'aéroclub côté Pont-Person.
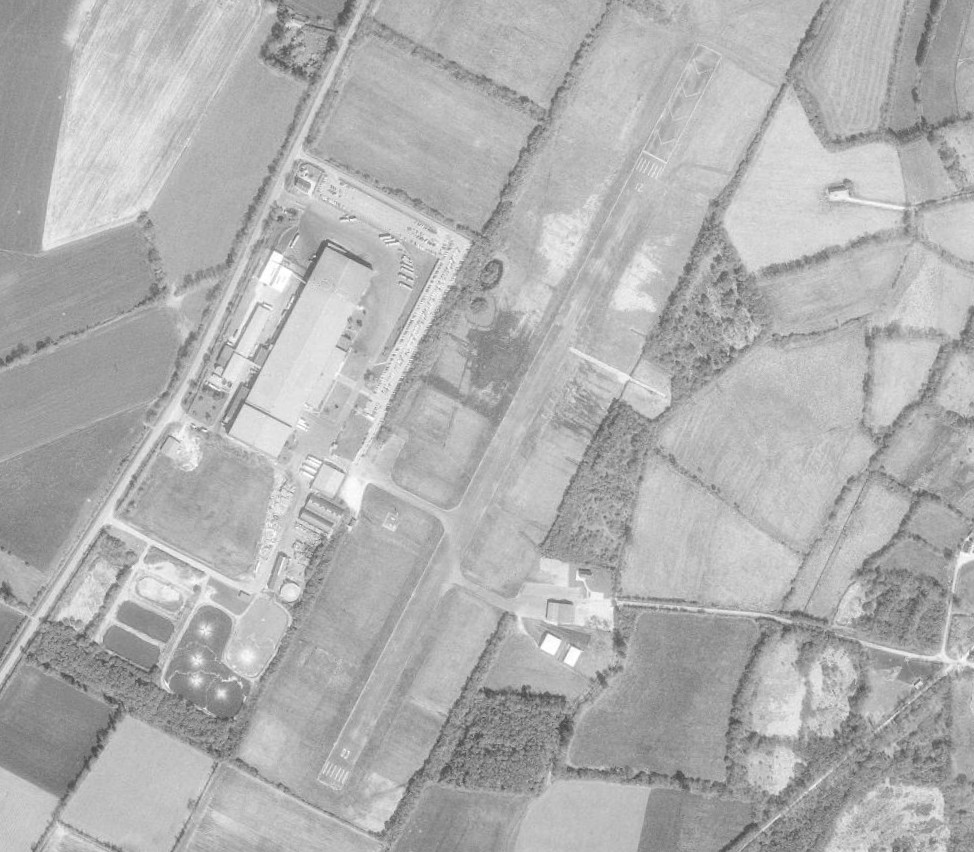
Aérodrome de Guiscriff le 11 avril 1997 avec sur la droite l'aéroclub construit.
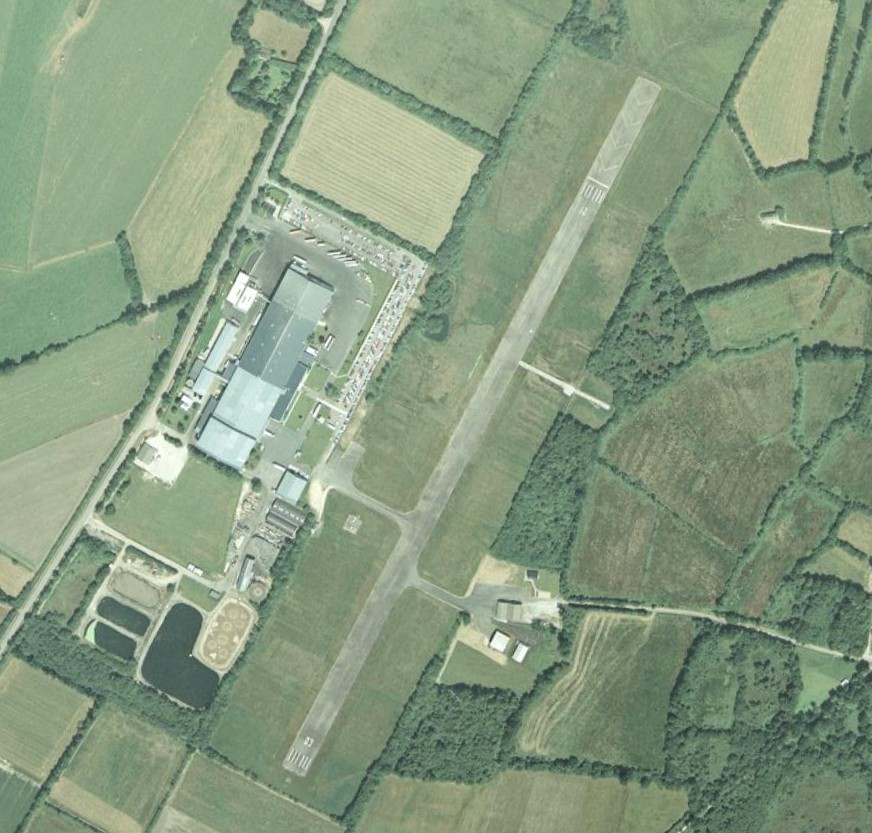
Aérodrome de Guiscriff le 24 juin 1999
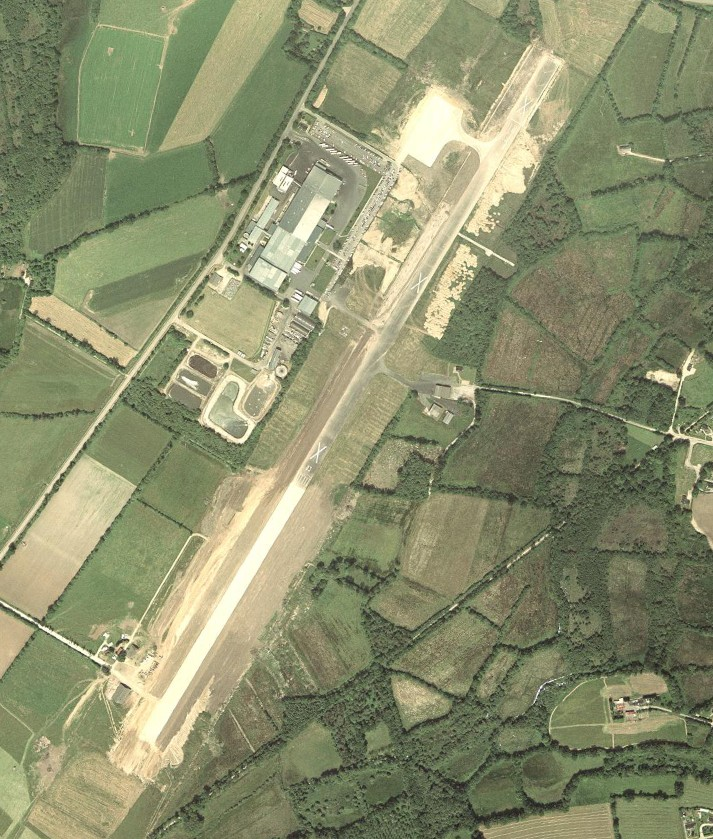
Aérodrome de Guiscriff le 16 juin 2000 fermée à la circulation à la suite du rallongement de la piste à 1 500 mètres et construction nouvelle aire de stationnement côté usine à Keranna.
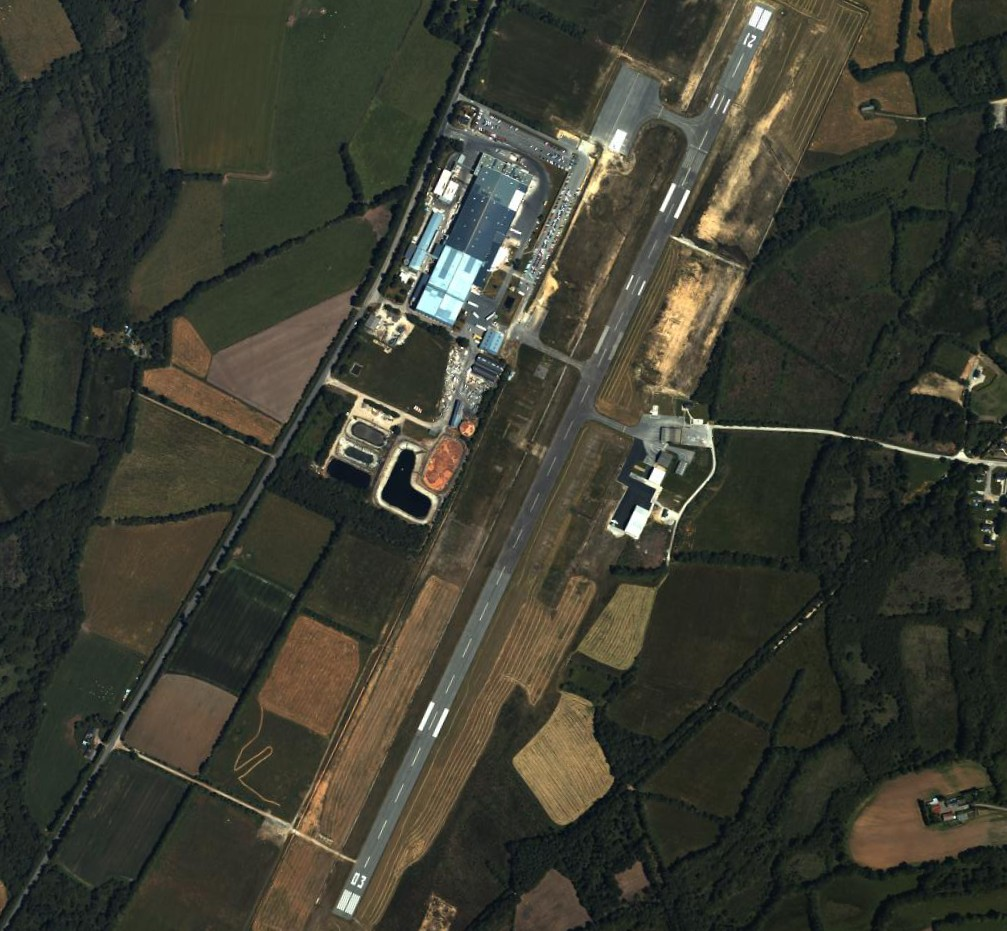
Aérodrome de Guiscriff le 15 juin 2004 avec l'agrandissement de la partie aéroclub/hangars/carburant et la piste rallongée (partie grise claire).
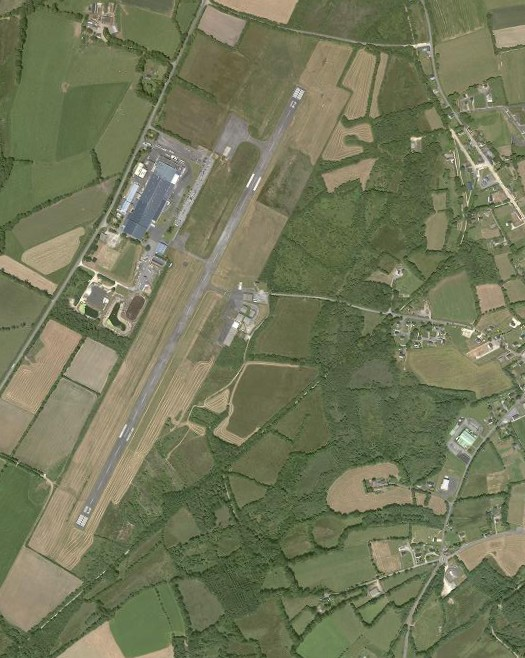
Aérodrome de Guiscriff le 10 juillet 2013